# Думбравица (Мехединци)
Думбравица (рум. Dumbrăvița) насеље је у Румунији у округу Мехединци у општини Хусничоара. Oпштина се налази на надморској висини од 279 m.

## Становништво
Према подацима из 2002. године у насељу је живело 6 становника, од којих су сви румунске националности.